# Timothy Holme
Timothy Holme (* 1928 in Großbritannien; † 1987 in Italien) war ein englischer Schauspieler, Journalist und Schriftsteller.

## Leben
Gleich nach seiner Schulzeit ging Holme zum Theater. Da sich nach sieben Jahren als Schauspieler immer noch kein durchschlagender Erfolg einstellte, gab er diesen Beruf auf und begann als freier Journalist für verschiedene Zeitungen und Zeitschriften zu schreiben.
Holme ging für längere Zeit nach Italien, um dort die Sprache zu lernen. Bereits kurze Zeit darauf heiratete er seine Sprachlehrerin und ließ sich mit ihr in der Nähe von Verona nieder.

## Rezeption
Die Biographie Goldonis überzeugte bei ihrem Erscheinen Publikum wie auch die offizielle Kritik und wird bis heute immer wieder zitiert. Daneben ist am ehesten noch sein Zyklus von Kriminalromanen um den Protagonisten „Achille Peroni“ zu nennen. Seine Theaterstücke überlebten, falls überhaupt, nur sehr wenige Aufführungen.

## Werke (Auswahl)

### Autor
Kriminalromane
- The Neapolitan Streak. Macmillan, London 1980, ISBN 0-333-27843-7. 
  - deutsche Übersetzung: Tod in Verona. Dumont, Köln 1991, ISBN 3-7701-2425-1.[1]
- A funeral of gondolas. Macmillan, London 1981, ISBN 0-333-31838-2. 
  - deutsche Übersetzung: Venezianisches Begräbnis. Dumont, Köln 1998, ISBN 3-7701-4590-9.[2]
- The Devil and the dolce vita. Macmillan, London 1982, ISBN 0-333-34163-5. 
  - deutsche Übersetzung: Satan und das Dolce Vita. Dumont, Köln 1993, ISBN 3-7701-2456-1.[1]
- The Assisi Murders. Macmillan, London 1985, ISBN 0-333-38493-8. 
  - deutsche Übersetzung: Morde in Assisi. Dumont, Köln 1994, ISBN 3-7701-2454-5.
- At the lake of sudden death. Macmillan, London 1989, ISBN 0-333-43222-3. 
  - deutsche Übersetzung: Der See des plötzlichen Todes. Dumont, Köln 1995, ISBN 3-7701-2455-3.
  - deutsche Übersetzung: Letzte Ferien am Gardasee. Ein Fall für Commissario Peroni. Oktopus, Zürich 2025, ISBN 978-3-311-30088-5.

Theaterstücke
- Tall Story. A comedy in three acts. Evans, London 1957 (zusammen mit Stanford Holme).

Sachbücher
- A servant of many masters. The life and times of Carlo Goldoni. Jupiter Books, London 1976, ISBN 0-904041-61-1.
- „Vile Florentines“. The Florence of Dante, Giotto and Boccaccio. Cassell, London 1980, ISBN 0-304-30323-2.
- Sardinia. Cape Books, London 1967 (zusammen mit Bianca Holme).
- Trip to Rome. Longman, London 1980, ISBN 0-582-20063-6 (zusammen mit Philippa Davidson).
- Survive in Italia. Longman, London 1980, ISBN 0-582-74710-4.

### Herausgeber
- The Italian reader. Penguin Books, Harmondsworth 1976, ISBN 0-14-003654-7.